# Sommet des BRICS 2012
Le sommet des BRICS 2012 est le quatrième sommet du BRICS, groupe des cinq superpuissances émergentes que sont le Brésil, la Russie, l'Inde, la Chine et l'Afrique du Sud. Il s'est tenu le 29 mars 2012 à New Delhi, capitale de l'Inde.

## Participants
| Pays           | Illustration | Nom             | Fonction                      |
| -------------- | ------------ | --------------- | ----------------------------- |
| Brésil         |              | Dilma Rousseff  | Présidente du Brésil          |
| Russie         |              | Dmitri Medvedev | Président de la Russie        |
| Inde           |              | Manmohan Singh  | Premier ministre de l'Inde    |
| Chine          |              | Hu Jintao       | Président de la Chine         |
| Afrique du Sud |              | Jacob Zuma      | Président de l'Afrique du Sud |

## Programme du sommet
Le sommet, dont le thème était « Partenariat des BRICS pour la stabilité, la sécurité et la prospérité dans le monde », a notamment été l'occasion d'étudier la création d'une banque commune d'investissement et de développement, alternative à la Banque mondiale, afin de financer des projets d'infrastructure et de développement durable.